# Écila
Écila est un moteur de recherche français créé par Téléstore.

## Particularités
Le site a indexé 3 millions de pages francophones et a été également un guide de 1 500 sites.

## Historique
Cocréé en 1996 par Téléstore, il est revendu à Liberty Surf en 2000 et ferme ses portes en 2001. Ses visiteurs sont alors redirigés vers l'annuaire Nomade.fr, autre acquisition de Liberty Surf.

## Autres sites originels de Telestore
- IBazar
- Chez.com
- IBourse